# 김경록 (교육인)
김경록(한국 한자: 金敬錄, 1973년 5월 21일~)은 대한민국의 전직 정치인 출신의 교육인이자 대학 교수 출신으로, 지난날 별정직 공무원 등을 지낸 자였었고, 대한민국의 《김앤컨설팅》의 대표컨설턴트 등을 지내는 이이기도 하다.
본관은 경주(慶州)인 그는, 가수 겸 배우 황혜영의 부군(夫君)이며, 불교 신자이기도 한 그는, 지난날 한때 국민의당에서 당무위원 겸 대변인 등으로도 유명하였다.

## 경력
- 1999년 아태평화재단 연구조교.
- 2001년 화해와 전진 포럼 상임간사.
- 2002년 새천년민주당 당무위원.
- 2002년 정대철 새천년민주당 총재 비서.
- 2003년 새천년민주당 탈당.
- 2004년 열린우리당 당무위원.
- 2004년 유인태 열린우리당 국회의원 보좌관.
- 2007년 대통합민주신당 당무위원.
- 2008년 통합민주당 당무위원.
- 2008년 통합민주당 탈당.
- 2008년 국회사무처 정책전문위원.
- 2009년 미국 조지타운 대학교 객원연구원.
- 2010년 민주주의 친구들 운영위원.
- 2011년 민주당 당무위원 겸 부대변인.
- 2011년 10월 23일 황혜영과 결혼.
- 2011년 민주통합당 당무위원 겸 부대변인.
- 2012년 민주통합당 탈당.
- 2012년 안철수 진심캠프 기획팀장.
- 2014년 경희사이버대학교 교양학부 겸임교수.
- 2015년 생활정치연구소 이사
- 2016년 국민의당 창당준비위원회 공보단장.
- 2016년 국민의당 당무위원 겸 대변인.
- 2017년 국민의당 탈당.
- 2016년 네이버뉴스 편집자문위원회 편집자문위원 직으로 위촉됨.
- 2017년 네이버뉴스 편집자문위원회 편집자문위원 직에서 해촉됨.

## 가족 관계
2011년 10월 23일을 기하여 가수 겸 영화배우 황혜영과 결혼하여 슬하 2남(쌍둥이 형제)을 두었다.